# Ding Liren
Ding Liren (丁立人S; Wenzhou, 24 ottobre 1992) è uno scacchista cinese, campione del mondo dal 2023 al 2024.
È lo scacchista cinese che ha ottenuto il più alto punteggio Elo in assoluto con 2 816 punti nelle partite classiche (novembre 2018) e il primo a qualificarsi per un Torneo dei candidati (Berlino 2018). Nel 2016 è stato lo scacchista con il punteggio Elo blitz più alto (2875).
Da agosto 2017 a novembre 2018, ha ottenuto una serie consecutiva di 100 partite senza sconfitte (29 vittorie e 71 patte); si tratta della terza imbattibilità più lunga nella storia degli scacchi, dietro solo a quella di Sergej Tivjakov (110) e Magnus Carlsen (125).
È diventato campione del mondo nel 2023, vincendo il match contro il russo Jan Nepomnjaščij, titolo che ha però perso nel dicembre dell'anno successivo, in seguito alla sconfitta contro Gukesh a Singapore.

## Biografia
Ding ha iniziato a giocare a scacchi all'età di quattro anni.
Durante i suoi anni di formazione, ha frequentato la scuola primaria Wenzhou Zhouyuan Elementary School, la scuola secondaria Zhejiang Wenzhou High School e l'università Peking University Law School.

## Carriera
Nel 2002 è primo a pari merito al campionato del mondo giovanile di Candia nella categoria under 10. Il titolo, tuttavia, va Eltaj Safarli per spareggio tecnico. Nel 2004 è di nuovo primo campionato del mondo giovanile di Candia, nella categoria under 12. Ma il titolo va a Zhao Nan per spareggio tecnico.
Nel 2009 vince per la prima volta il Campionato cinese assoluto, con un punteggio di 8,5 su 11. Nel 2011 vince di nuovo il campionato nazionale, con un punteggio di 9 su 11 e una performance di 2 867 punti Elo. Lo rivince per la seconda volta consecutiva nel 2012 con il punteggio di 8 su 11.
Nel 2014 vince la medaglia d'oro con la Cina alle Olimpiadi degli scacchi di Tromsø e la medaglia di bronzo individuale in seconda scacchiera.
Nel 2015 vince con la Cina il Campionato del mondo a squadre di Tsaghkadzor in prima scacchiera.
Nel 2017 vince il Torneo Du Te Cup di Shenzhen con 6,5/10 e la tappa di Mosca del FIDE Grand Prix con il punteggio di 6 su 9.. In giugno vince a Chanty-Mansijsk con la Cina il secondo Campionato del mondo a squadre, schierato in prima scacchiera.. In settembre arriva in finale alla Coppa del Mondo, nella quale, dopo aver eliminato l'algerino Mohamed Haddouche, l'ucraino Martyn Kravciv, il connazionale Wang Hao, l'ungherese Richárd Rapport e il filippino Wesley So, è stato sconfitto da Lewon Aronyan. Questo risultato gli vale la prima qualificazione al Torneo dei candidati.
Nel 2018 in agosto vince a Wenzhou il Match contro Veselin Topalov per 3-1, superando per la prima volta 2 800 punti Elo nel Live Rating.. In ottobre vince con la Cina le Olimpiadi e la medaglia d'oro individuale in prima scacchiera con un elo performance di 2873.
Nel 2019 in giugno vince a Praga contro David Navara il Cez Trophy 2019, giocato nella cadenza rapid, per 7-3. In luglio disputa a Wenzhou un match, denominato Xinqiao Cup, sulle 4 partite a cadenza classica contro il russo Dmitrij Andrejkin, venendo sconfitto per 1,5 a 2,5. In agosto vince la Sinquefield Cup, battendo per 3-1 Magnus Carlsen agli spareggi a cadenze veloci (1-1 nella sezione rapid e 2-0 in quella blitz). Tra settembre e ottobre 2019 giunge 2º nella Coppa del Mondo sconfitto in finale dal azero Teimur Radjabov per 4-6 dopo gli spareggi Rapid e Blitz, risultato che gli vale la qualificazione al Torneo dei Candidati per il Mondiale 2020. In dicembre vince a Londra l'11º London Chess Classic, torneo che vale anche come finale del Grand Chess Tour, sconfiggendo in finale Maxime Vachier-Lagrave. Partecipa al Torneo dei candidati 2020-2021, evento disputato in due sezioni a lunga distanza di tempo tra loro a causa della Pandemia di COVID-19, che con 7 punti su 14 chiude al 5º posto.
Nel 2022 disputa il quadrangolare China HangZhou Chess Grandmaster Tournament, evento che conclude imbattuto con 10,5 su 12. In aprile disputa un match sulle 6 partite contro il connazionale Wei Yi, vincendolo per 3,5 a 2,5 (+1 =5 -0).. Tra giugno e luglio giunge secondo al Torneo dei candidati, dietro al vincitore Jan Nepomnjaščij.
Nel 2023 a seguito della rinuncia di Magnus Carlsen a difendere il titolo di campione mondiale, è stato ammesso alla fase finale del campionato del mondo, in cui ha sfidato il russo Nepomnjaščij. Ding è riuscito a vincere il titolo alla quarta partita degli spareggi col punteggio di 2,5-1,5, dato che le sfide a cadenza classica si erano concluse col punteggio di 7-7.

## Vita privata
È appassionato di calcio e tifoso della squadra italiana Juventus.